# Némésis (Dürer)
Pour les articles homonymes, voir Némésis (homonymie).
Némésis ou La Grande Fortune est une gravure sur cuivre (33,2 x 23,2 cm) de l'artiste de la Renaissance allemande Albrecht Dürer, datable vers 1502 et conservée, parmi les meilleures copies existantes, à la Staatliche Kunsthalle Karlsruhe et au musée archéologique Villa Pisani Dossi à Corbetta (Milan) ; en France, un exemplaire est conservé au musée Condé à Chantilly.

## Iconographie
Dürer intitule lui-même cette gravure Némésis dans le journal de son voyage aux Pays-Bas : l'estampe est dédiée à la déesse grecque de la juste colère des dieux et de leur châtiment.
Erwin Panofsky a mis au jour les sources de son iconographie : d'une part le poème en latin Manto d'Ange Politien, dédié en 1482 à Laurent de Médicis dit le Magnifique, paru en version imprimée par Alde Manuce à Venise en 1498, que Dürer a pu connaitre grâce à ses amis humanistes Conrad Celtes ou Willibald Pirckheimer, et de l'autre le Manuel d'Histoire romaine de Giulio Pomponio Leto, qui circule à Nuremberg autour de 1500, dont  Dürer tire l'idée d'une Némésis à l'antique, ailée car victorieuse (« victrix »). La déesse du destin, telle que décrite par le poète florentin, est un mélange de la Fortuna romaine et de la Némésis grecque, divinité de la vengeance.
Némésis surplombe un paysage de grande vallée, identifiée par certains comme la localité de Chiusa, dans la vallée d'Isarco, localité du Sud-Tyrol que Dürer put traverser en allant à Venise ou en revenant, un motif qu'il utilise déjà dans son Apocalypse. Le spectateur peut lui aussi y suivre les cours d'eau et les chemins sinueux et emboiter le pas à la déesse ailée sur la route du transfert de la Renaissance, de l'Italie vers l'Allemagne.

## Description
Dürer représente une figure féminine puissante, nue et ailée, dressée sur une sphère flottant au milieu des cieux, à moins que ce ne soit le vide, et tenant d'une main le symbole de la récompense, un gobelet orfévré, et de l'autre celui du châtiment, des brides. La déesse présente une nudité corpulente, au réalisme plastique non idéalisé.
Les plis du drap froissé, formant des volutes soulevées par le vent, répondent aux nuées qui s'écartent et aux montagnes placées en contrebas, dans l'ombre, ménagée par la réserve du papier, sur laquelle se détache une Némésis imposante, presque lourde.

## Style
Cette gravure est l'une des premières construite au compas et à la règle. Les proportions inhabituelles témoignent d'une tentative de Dürer d'utilisation du canon de Vitruve, mais aussi de Jacopo de' Barbari, calculant les rapports de proportions de la tête et du corps. Les autres nus féminins de Dürer démontrent que l'artiste a volontairement adopté ce corps aux formes lourdes et peu esthétiques, qui reflète la pesanteur fatidique de sa sphère, de sorte que sous son poids, les nuées s’affaissent.
Le travail des détails, comme le rendu de la texture des plumes des ailes, n'entre pas ici en contradiction avec le déploiement d'un superbe panorama vu à vol d'oiseau, à la manière de la Vue de Venise de Barbari.